# Wolny Uniwersytet Ukraiński
Wolny Uniwersytet Ukraiński (ukr. Український вільний університет, niem. Ukrainische Freie Universität München) – prywatna  uczelnia z siedzibą w Monachium, która została założona przez ukraińskich emigrantów po I wojnie światowej.

## Historia
Plany utworzenia uniwersytetu ukraińskiego były podnoszone jeszcze przed wybuchem I wojny światowej w Galicji, jego siedzibą miał być Lwów. Rząd polski nie wywiązał się przez cały okres dwudziestolecia międzywojennego z zobowiązania utworzenia do końca roku 1924 uniwersytetu ukraińskiego na terenie RP, zawartego w ustawie z 26 września 1922. Od roku 1919 do 1925 działał we Lwowie nielegalny Tajny Uniwersytet Ukraiński.
Wolny Uniwersytet Ukraiński powstał 17 stycznia 1921 w Wiedniu, jednak w tym samym roku został przeniesiony do Pragi. Był finansowany przez rząd czechosłowacki, przy wsparciu prezydenta Czechosłowacji Tomasza Masaryka.
Wolny Uniwersytet Ukraiński w Pradze i Ukraińska Akademia Gospodarcza w Poděbradach były w tym okresie jedynymi uczelniami ukraińskimi na świecie.
Początkowo Uniwersytet posiadał tylko dwa fakultety: filozoficzny i prawno-społeczno-ekonomiczny. Wykładowcami byli: Dmytro Antonowycz, Łeonid Biłećkyj, Iwan Horbaczewski, Stanisław Dnistrianski, Dmytro Doroszenko, Fedir Szczerbyna, Ołeksandr Kołessa, Stepan Rudnyćkyj, Wołodymyr Starosolskyj, Roman Smal-Stocki, Stepan Smal-Stocki, Andrij Jakowliw, Augustyn Wołoszyn, Opanas Andrijewśkyj, Jurij Klen, Fedir Szweć.
Po II wojnie światowej Uniwersytet został przeniesiony do Monachium. Jego siedzibą była przez długi czas willa położona opodal Izary w eleganckiej dzielnicy Bogenhausen, przy ulicy Pienzenauerstraße 15, która do września 1939 roku była siedzibą Konsulatu Generalnego RP w Monachium. Wykładowcami uniwersytetu byli: Mykoła Wasyljiw, Hryhor Waszczenko, Wołodymyr Derżawyn, Wiktor Domanycki, Pawło Zajcew, Bohdan Krupnyćkyj, Wołodymyr Kubijowycz, Zenon Kuzelia, Ołeksandr Kulczyćkyj, Petro Kurinnyj, Iwan Mirczuk, Ołeksandr Ohłobłyn, Lew Okinszewycz, Jurij Panejko, Jurij Polanśkyj, Natalia Połonska-Wasylenko, Iwan Rakowśkyj, Wadym Szczerbakiwśkyj, Jarosław Rudnycki, a później Jurij Starosolski, Ołeksandr Jurczenko, Ołeksandr Horbacz, Wołodymyr Janiw, Jarosław Padoch, Ivo Polulach (Iwo Połulach), Iwan Koszeliweć, Dmytro Czyżewśkyj, Jurij Szewelow, Jurij Bojko-Błochyn, Alexander Motyl.
Od 16 września 1950 stopnie nadawane przez Wolny Uniwersytet są uznawane przez rząd RFN, a od 12 listopada 1992 przez rząd Ukrainy.

## Rektorzy
Lista rektorów uczelni:

- 1921–22 Ołeksandr Kołessa
- 1922–23 Stanisław Dnistrianski
- 1923–24 Iwan Horbaczewski
- 1924–25 Fedir Szczerbyna
- 1925–28 Ołeksandr Kołessa
- 1929–30 Dmytro Antonowycz
- 1930–31 Andrij Jakowliw
- 1931–35 Iwan Horbaczewski
- 1935–37 Ołeksandr Kołessa
- 1937–38 Dmytro Antonowycz
- 1938–39 Ołeksandr Mycjuk
- 1939–40 Iwan Borkowśkyj
- 1940–41 Ołeksandr Mycjuk
- 1941–43 Iwan Borkowśkyj
- 1943–44 Ołeksandr Kołessa
- 1944–45 Andrij Jakowliw
- 1945 Augustyn Wołoszyn
- 1945–47 Wadym Szczebakiwśkyj
- 1947–48 Iwan Mirczuk
- 1948–50 Jurij Panejko
- 1950–55 Iwan Mirczuk
- 1955– 58 Mykoła Wasyliw
- 1958–61 Iwan Mirczuk
- 1961–62 Jurij Panejko
- 1962–64 Ołeksandr Kulczyćkyj
- 1964–65 Wasyl Orełećkyj
- 1965–66 Jurij Bojko–Błochyn
- 1966–68 Wasyl Orełećkyj
- 1968–86 Wołodymyr Janiw
- 1986–1992 Bohdan Ciuciura
- 1992–93 Petro Goj
- 1993–95 Roman Drażnowśkyj
- 1995–98 Myrosław Łabunka
- 1998–2003 Leonid Rudnyćkyj
- 2004–2007 Albert Kipa
- 2008–2011 Iwan Myhuł
- 2011 – Jarosława Melnyk